# Tapuwa Kapini
Tapuwa Kapini (Bulawayo, 17 de julho de 1984) é um ex-futebolista profissional zimbabuano que atuava como goleiro.

## Carreira
Tapuwa Kapini representou o elenco da Seleção Zimbabuense de Futebol no Campeonato Africano das Nações de 2004 e 2006.